# یدالله بوعلی
یدالله بوعلی سرتیپ سپاه پاسداران انقلاب اسلامی است، که هم‌اکنون به‌عنوان فرمانده سپاه فجر فارس فعالیت می‌کند.
وی فعالیت نظامی را در خلال جنگ ایران و عراق در نیروی زمینی سپاه پاسداران آغاز کرد و از ۱۳۶۶ تا ۱۳۶۹ مسئول مدیریت رزم قرارگاه کربلا بود.
بوعلی از ۱۳۸۰ تا ۱۳۸۴ فرمانده آموزشگاه درجه‌داری امام‌علی شیراز و از ۱۳۸۴ تا ۱۳۸۸ فرمانده گروه ۲۴ بعثت بروجرد بود. او از ۱۳۸۸ تا ۱۳۹۳ به‌عنوان جانشین فرمانده سپاه حضرت ابوالفضل لرستان فعالیت می‌کرد، در فاصله سال‌های ۱۳۹۳ تا ۱۳۹۷ فرماندهی سپاه فتح کهگیلویه و بویراحمد را برعهده داشت و از مردادماه ۱۳۹۹ فرمانده سپاه فجر فارس است. بوعلی در سال ۱۳۸۸ درجه سرتیپ‌دومی و در سال ۱۴۰۱ درجه سرتیپی دریافت کرد.